# United Labels
Die United Labels AG ist ein Unternehmen in der Herstellung und der Vermarktung von Comic-Lizenzprodukten mit Sitz in Münster.
Das Unternehmen bietet ca. 4500 verschiedene Merchandising-Produkte aus dem Comic-Bereich an und vermarktet Lizenzen etwa von den Looney Tunes, den Simpsons, SpongeBob Schwammkopf, Angel Cat Sugar, den Peanuts und High School Musical. Partner des Unternehmens sind Walt Disney, Time Warner, Paramount und 20th Century Fox. Des Weiteren betreibt United Labels eigene Shops an fünf europäischen Standorten.
Neben dem Hauptsitz in Münster gibt es Standorte in Belgien, Frankreich, Großbritannien, Italien, Spanien und Hongkong.
Mit der Tochterfirma Elfen Service GmbH betreibt die United Labels AG den Online-Shop www.Elfen.de. Darüber vertreibt man nicht nur die eigenen Artikel aus dem Bereich Comicware, sondern auch Comic- sowie Film-Merchandise-Produkte.